# Boléro de Chopin
Pour les articles homonymes, voir Boléro (homonymie).
Le Boléro en la mineur de Frédéric Chopin, op. 19, a été composé en 1833 et publié l'année suivante. C'est l'une de ses pièces les moins connues, bien que de nombreux enregistrements en aient été faits, notamment par Vladimir Ashkenazy, György Cziffra, Arthur Rubinstein parmi les plus connus.

## Genèse
L'œuvre est dédiée à la jeune comtesse écossaise Emily de Flahaut, élève de Chopin, alors âgée de 15 ans.
L'inspiration de Chopin pour le boléro doit sans doute beaucoup à l'amitié qui le liait à la soprano française Pauline Viardot, dont le père, le ténor reconnu Manuel Garcia, avait introduit le boléro à Paris, à peu près dans le même temps où Chopin y était arrivé. Son biographe, Frederick Niecks, suppose de son côté que l'œuvre de Chopin est inspirée du boléro de La Muette de Portici de Daniel Auber (1828).

## Analyse
Il n'est pas aisé de déterminer une tonalité pour l'ensemble du morceau. En effet, l'œuvre débute sur trois accords d'octaves en sol fortissimo, se poursuit sur une longue introduction en do majeur, puis passe en la mineur pour le boléro en lui-même. Des passages en la majeur, la bémol majeur et si bémol mineur sont insérés dans cette partie, qui se termine de manière triomphante en la majeur. Il demeure que ces différentes tonalités gravitent autour de la mineur, tonalité principale.
Malgré la touche espagnole incontestable du morceau, il est écrit comme une polonaise dissimulée, ou un boléro à la polonaise ; en effet, les rythmes évoquent plus la danse nationale du pays natal de Chopin qu'une quelconque danse espagnole. Cette œuvre a été composée cinq ans avant le premier voyage de Chopin en Espagne (1838).

## Source
- (en) Cet article est partiellement ou en totalité issu de l’article de Wikipédia en anglais intitulé « Bolero (Chopin) » (voir la liste des auteurs).